# Witches of East End
Witches of East End is een Amerikaanse televisieserie van kabelzender Lifetime, en is gebaseerd op het gelijknamige boek van Melissa de la Cruz uit 2011 over een heksenfamilie. De eerste aflevering werd op 6 oktober 2013 uitgezonden op Lifetime, en op 22 november 2013 werd besloten dat een tweede seizoen zou volgen. Dat seizoen liep van juli tot oktober 2014, waarop de reeks werd stopgezet wegens dalende kijkcijfers. In Vlaanderen startte Witches of East End in december 2015 op zender Vitaya.
De meningen over Witches of East End waren verdeeld, met een score van 50% bij Metacritic en 70% bij Rotten Tomatoes voor het eerste seizoen. Het eerste seizoen trok in de VS gemiddeld 1,67 miljoen kijkers. Na het tweede seizoen was dit gezakt tot 1,13 miljoen kijkers.

## Verhaal
Joanna Beauchamp woont met haar twee volwassen dochters Freya en Ingrid in de fictieve kustplaats East End. Wat Freya en Ingrid niet weten is dat hun moeder een eeuwenoude heks is en dat er een vloek op hun familie rust waardoor zijzelf al een dozijn keren jong overleden en weder geboren zijn. Op een dag komt hun tante Wendy op bezoek om Joanna te waarschuwen voor een duistere kracht die hen wil uitroeien. Door de gebeurtenissen die volgen ontdekken Freya en Ingrid dat ook zij krachten bezitten.

## Rolverdeling
- Julia Ormond als Joanna Beauchamp, de moeder.
- Mädchen Amick als Wendy Beauchamp, de tante.
- Jenna Dewan Tatum als Freya Beauchamp, de dochter.
- Rachel Boston als Ingrid Beauchamp, de dochter.
- Eric Winter als Dash Gardiner, Freyas' verloofde.
- Daniel DiTomasso als Killian Gardiner, Dash' broer.
- Christian Cooke als Frederick Beauchamp.
- Bianca Lawson als Eva.
- Ignacio Serricchio als Tommy.
- Virginia Madsen als Penelope Gardiner, Dash' en Killians' moeder.
- James Marsters als Tarkoff.

## Afleveringen

### Eerste seizoen
| # serie | # seizoen | Titel                   | Regisseur       | Schrijver                        | Datum uitzending | Productiecode |
| ------- | --------- | ----------------------- | --------------- | -------------------------------- | ---------------- | ------------- |
| 1       | 1         | Pilot                   | Mark Waters     | Maggie Friedman                  | 6 oktober 2013   | 1WAK79        |
| 2       | 2         | Marilyn Fenwick, R.I.P. | Jonathan Kaplan | Maggie Friedman                  | 13 oktober 2013  | 1WAK01        |
| 3       | 3         | Today I Am a Witch      | Allan Arkush    | Josh Reims                       | 20 oktober 2013  | 1WAK02        |
| 4       | 4         | A Few Good Talismen     | Fred Gerber     | Turi Meyer Al Septien            | 27 oktober 2013  | 1WAK03        |
| 5       | 5         | Electric Avenue         | Paul Holahan    | Ron Milbauer Terri Hughes-Burton | 3 november 2013  | 1WAK04        |
| 6       | 6         | Potentia Noctis         | John Scott      | Maggie Friedman                  | 10 november 2013 | 1WAK05        |
| 7       | 7         | Unburied                | David Solomon   | Josh Reims                       | 17 november 2013 | 1WAK06        |
| 8       | 8         | Snake Eyes              | Peter Leto      | Al Septien Turi Meyer            | 24 november 2013 | 1WAK07        |
| 9       | 9         | A Parching Imbued       | Patrick Norris  | Josh Reims                       | 1 december 2013  | 1WAK08        |
| 10      | 10        | Oh, What a World!       | Josh Scott      | Maggie Friedman                  | 15 december 2013 | 1WAK09        |

### Tweede seizoen
| # serie | # seizoen | Titel                              | Regisseur      | Schrijver                                   | Datum uitzending  | Productiecode |
| ------- | --------- | ---------------------------------- | -------------- | ------------------------------------------- | ----------------- | ------------- |
| 11      | 1         | A Moveable Beast                   | Allan Arkush   | Maggie Friedman                             | 6 juli 2014       | 2WAK01        |
| 12      | 2         | The Son Also Rises                 | Patrick Norris | Richard Hatem                               | 13 juli 2014      | 2WAK02        |
| 13      | 3         | The Old Man and the Key            | Michael Nankin | Turi Meyer Al Septien                       | 20 juli 2014      | 2WAK03        |
| 14      | 4         | The Brothers Grimoire              | Ron Underwood  | Shelley Meals Darin Goldberg                | 27 juli 2014      | 2WAK04        |
| 15      | 5         | Boogie Knights                     | Debbie Allen   | Debra Fisher                                | 10 augustus 2014  | 2WAK05        |
| 16      | 6         | When a Mandragora Loves a Woman    | Joe Dante      | Akela Cooper                                | 17 augustus 2014  | 2WAK06        |
| 17      | 7         | Art of Darkness                    | Patrick Norris | Yolanda Lawrence                            | 24 augustus 2014  | 2WAK07        |
| 18      | 8         | Sex, Lies, and Birthday Cake       | Guy Norman Bee | Maggie Friedman Richard Hatem Sarah Tarkoff | 7 september 2014  | 2WAK08        |
| 19      | 9         | Smells Like King Spirit            | Tim Andrew     | Turi Meyer Al Septien                       | 14 september 2014 | 2WAK09        |
| 20      | 10        | The Fall of the House of Beauchamp | Mick Garris    | Darin Goldberg Shelley Meals                | 21 september 2014 | 2WAK10        |
| 21      | 11        | Poe Way Out                        | Joe Dante      | Debra Fisher                                | 28 september 2014 | 2WAK11        |
| 22      | 12        | Box to the Future                  | Andy Wolk      | Richard Hatem                               | 5 oktober 2014    | 2WAK12        |
| 23      | 13        | For Whom the Spell Tolls           | Allan Arkush   | Maggie Friedman                             | 5 oktober 2014    | 2WAK13        |